# 都筑豊
都筑 豊（つづき ゆたか、1961年1月4日 - ）は、日本の実業家。2023年6月より東武鉄道の代表取締役社長を務める。

## 来歴・人物
東京都出身。
日本大学理工学部を卒業し、電気系のエンジニアとして東武鉄道に入社する。鉄道事業本部に長らく在籍し、運輸部長を務めた。
2015年に東武エンジニアリングの取締役社長になるが、2015年には取締役本部副部長兼運輸部長として東武鉄道本社に戻った。本部長、常務に昇格。2019年、東武商事の代表取締役副社長になり、2020年6月から代表取締役社長になる。
東武商事の社長としてコロナ禍に見舞われることになるのだが、都築は関連会社の再編を行って乗り切った。このときのリーダーシップと全責任を一人で負った経験が、当時の東武鉄道社長・根津嘉澄に高く評価され、2023年6月に東武鉄道の代表取締役社長となった。